# Casa románica de Saint-Gilles

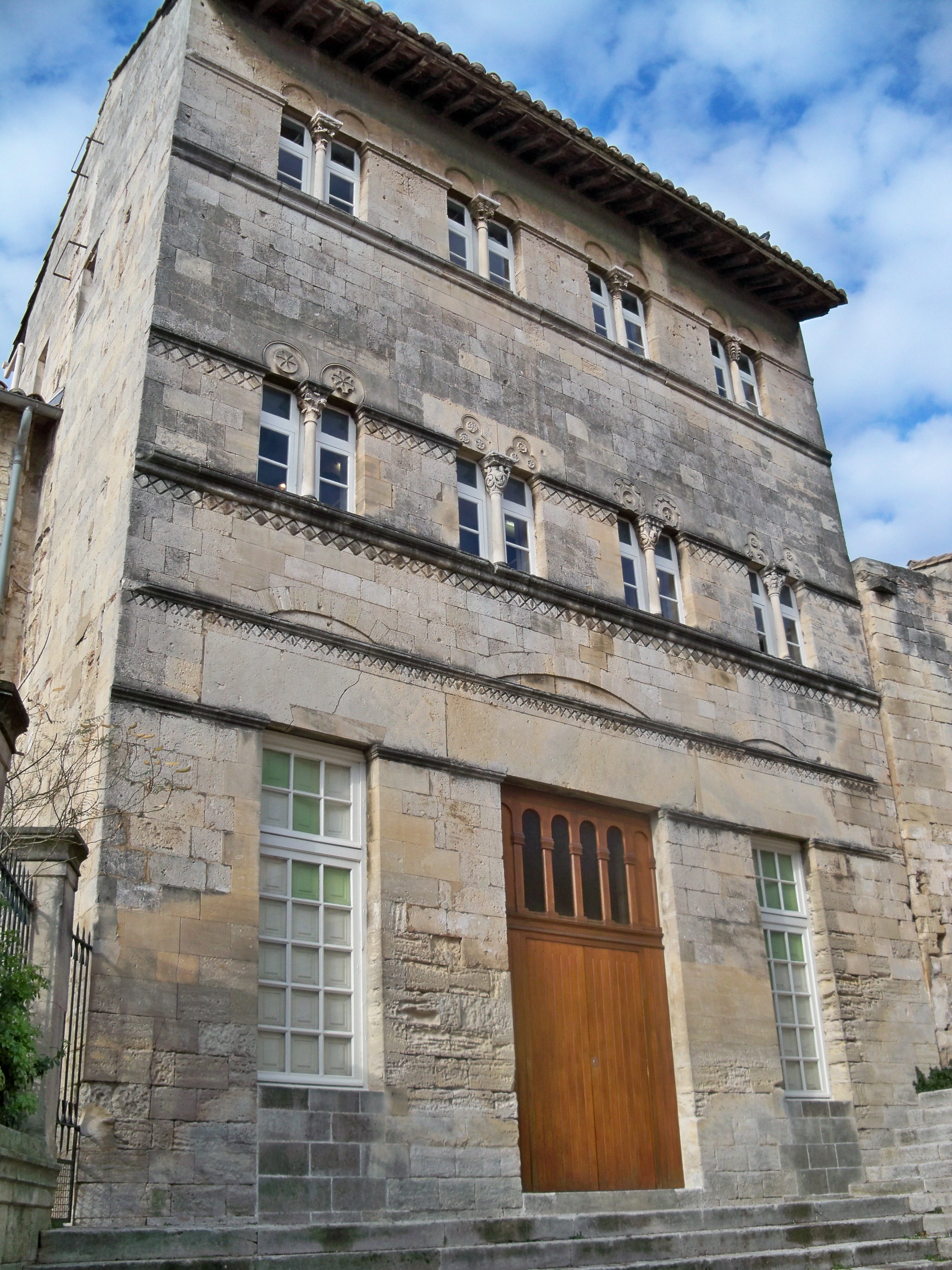
Fachada de la casa románica de Saint-Gilles-du-Gard, casa natal de Clemente IV.

La casa románica de Saint-Gilles es un edificio civil románico situado en las proximidades de la abadía de Saint-Gilles, en la comuna francesa de Saint-Gilles, en la región de Languedoc-Roussillon.
Fue construida entre los siglos XII y XIII; pertenecía a la familia del trovador y jurista Guy Foulques, conocido como el papa Clemente IV (1265 a 1268).
Está clasificada como monumento histórico de Francia desde el año 1862 y es sede de un museo lapidario, albergando otro tipo de colecciones.